# Loeb Classical Library
Loeb Classical Library é uma coleção de textos clássicos da literatura grega e latina, atualmente publicada pela Harvard University Press em formato bilíngue. Foi fundada em 1911 pelo banqueiro americano James Loeb (1867-1933) e pela Edições Heinemann.

## Ligação externa
- (em inglês) Site da coleção